# هینو پونچو
هینو پونچو (Hino Poncho) خودرویی است که از سال ۲۰۰۲ تا کنون تولید شده‌است.
این خودرو در کلاس اتوبوس قرار گرفته و است. سیستم جعبه‌دندهٔ آن ۵ دنده به دو صورت خودکار و دستی است.

## نگارخانه

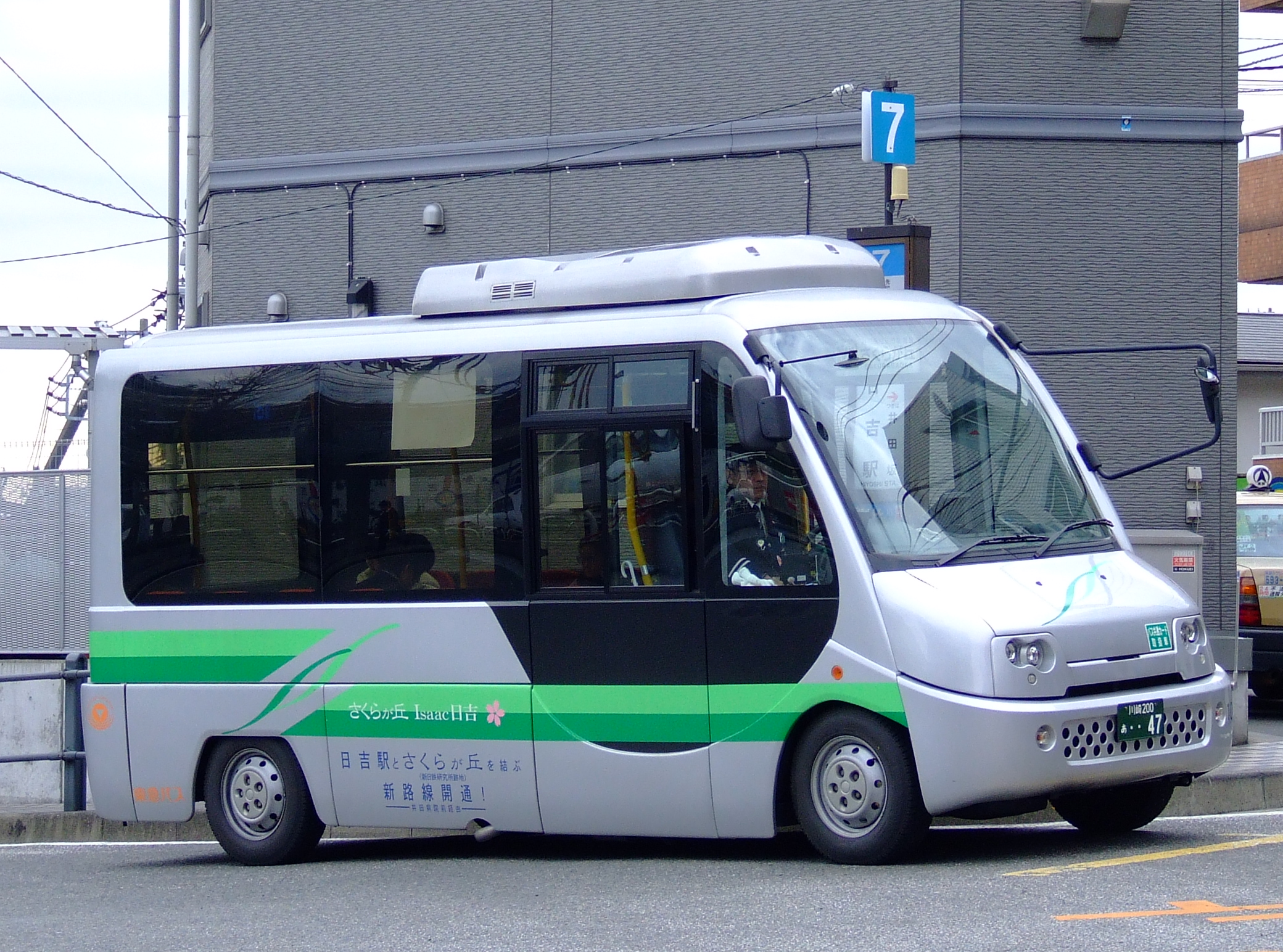